# Ealdgyth, dronning af England
Ealdgyth (ca. 992 - efter 1016), moderne engelsk Edith kan have været navnet på hustruen til Sigeferth, søn af Earngrim, lensmand af de syv burghs og senere til kong Edmund Jernside. Hun var sandsynligvis mor til Edmunds sønner Edvard den Landflygtige og Edmund Ætheling.
Den angelsaksiske krønike registrerer, at Sigeferth og hans bror Morcar, der er beskrevet som " de syv burghs mest fremtrædende lensmænd", blev dræbt på en forsamling af den engelske adel i Oxford. Ealdorman Eadric Streona siges at have dræbt dem "uærligt" efter at have inviteret dem til sine værelser. De syv burgher, ellers ukendte, formodes at have været de fem burgher og Torksey og York. Efter mordene overtog kong Ethelred den Rådvilde Sigeferth og Morcars ejendom og beordrede, at Sigeferths enke, hvis navn krøniken ikke har registreret, skulle tilbageholdes i Malmesbury Abbey. Johan af Worcesters krønike kalder hende Ealdgyth.
I sensommeren 1015, på et tidspunkt mellem 15. august og 8. september, gjorde Edmund Jernside  oprør mod sin far kong Ethelred. Enten da, eller måske endda tidligere, fjernede han Sigeferths enke fra Malmesbury mod sin fars ønske og giftede sig med hende. Sigeferth og Morcars venner og allierede støttede Edmund derefter. Selvom de to chartre, der har overlevet fra omkring dette tidspunkt og blev udstedt af Edmund og nævner hans kone, har ingen af dem bevaret hendes navn i de overlevende tekster.
Det antages generelt, men ikke universelt, at Ealdgyth, hvis det var hendes navn, var mor til Edmund Jernsides sønner. Disse var Edmund, der døde ung i eksil, og Edvard den Landflygtige, der vendte tilbage til England i slutningen af sin onkel kong Edvard Bekenderens regeringstid og døde kort derefter. Hvorvidt hun gik i eksil sammen med sine børn efter Edmunds død i 1016 er uvist.
En af grundene til, at Johan af Worcester måske har taget fejl ved at navngive denne kvinde Ealdgyth, er, at Sigeferths bror Morcar også var blevet gift med en kvinde ved navn Ealdgyth. Denne Ealdgyth var datter af Ælfthryth og niece til Ælfhelm, Ealdorman af York og Wulfric Spot. Selvom Ealdgyth var et almindeligt kvindeligt navn i den tid, har dette sammenfald rejst mistanke om, at Worcesters krønike har forvekslet Sigeferths enke med hans svigerinde.